# Sobreposição

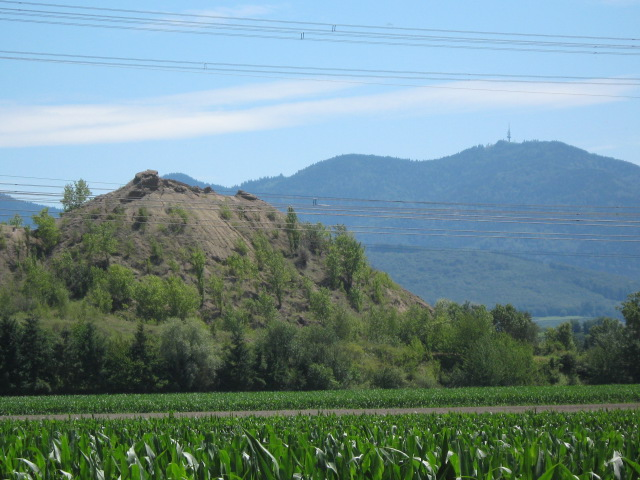
A montanha da frente se sobrepõe a que está ao longe. O efeito da perspectiva atmosférica aumenta o espaço entre elas.

A sobreposição é um método de percepção de profundidade do espaço, usado nas artes visuais, que pode ser obtido ao colocar-se um objeto opaco diante de outro. É comum que os objetos se sobreponham ao serem projetados na retina.
Programas de computação gráfica, por utilizarem demais a sobreposição, separam os elementos em camadas (layers), o que facilita a alternância entre os objetos da frente, do meio e do fundo.
Na moda a sobreposição é uma das técnicas existentes para a composição de um figurino.

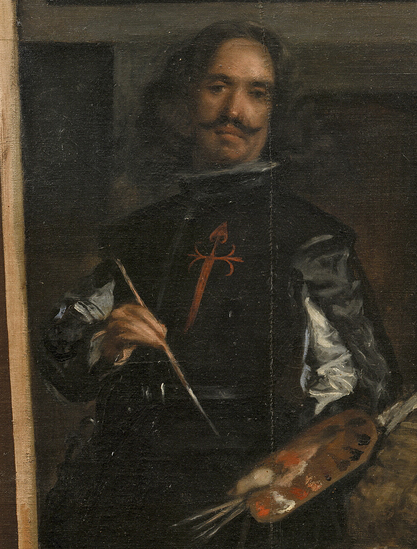
As mãos obtêm um espaço raso em relação ao tronco do artista
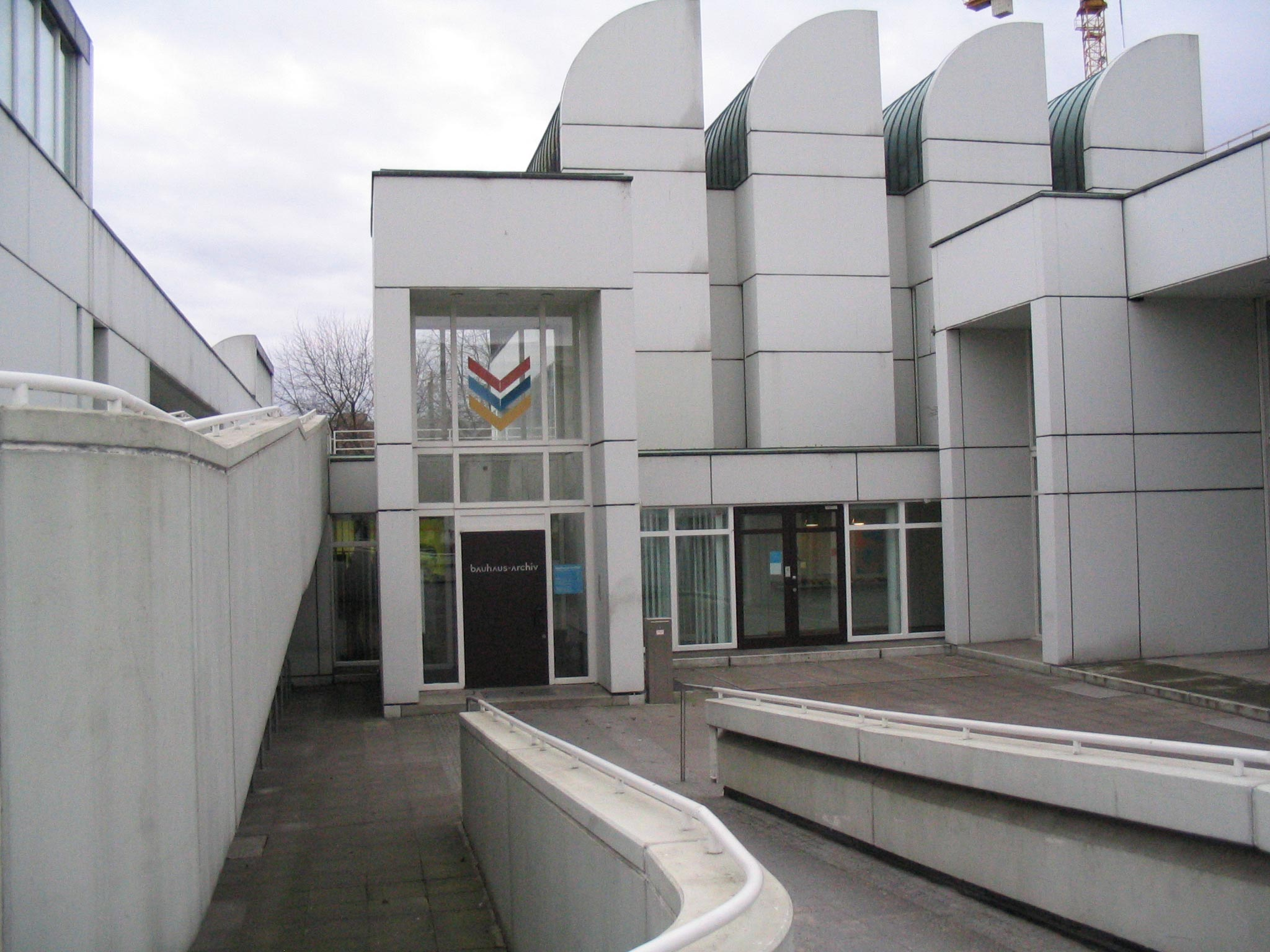
Na arquitetura os planos naturalmente se sobrepõem
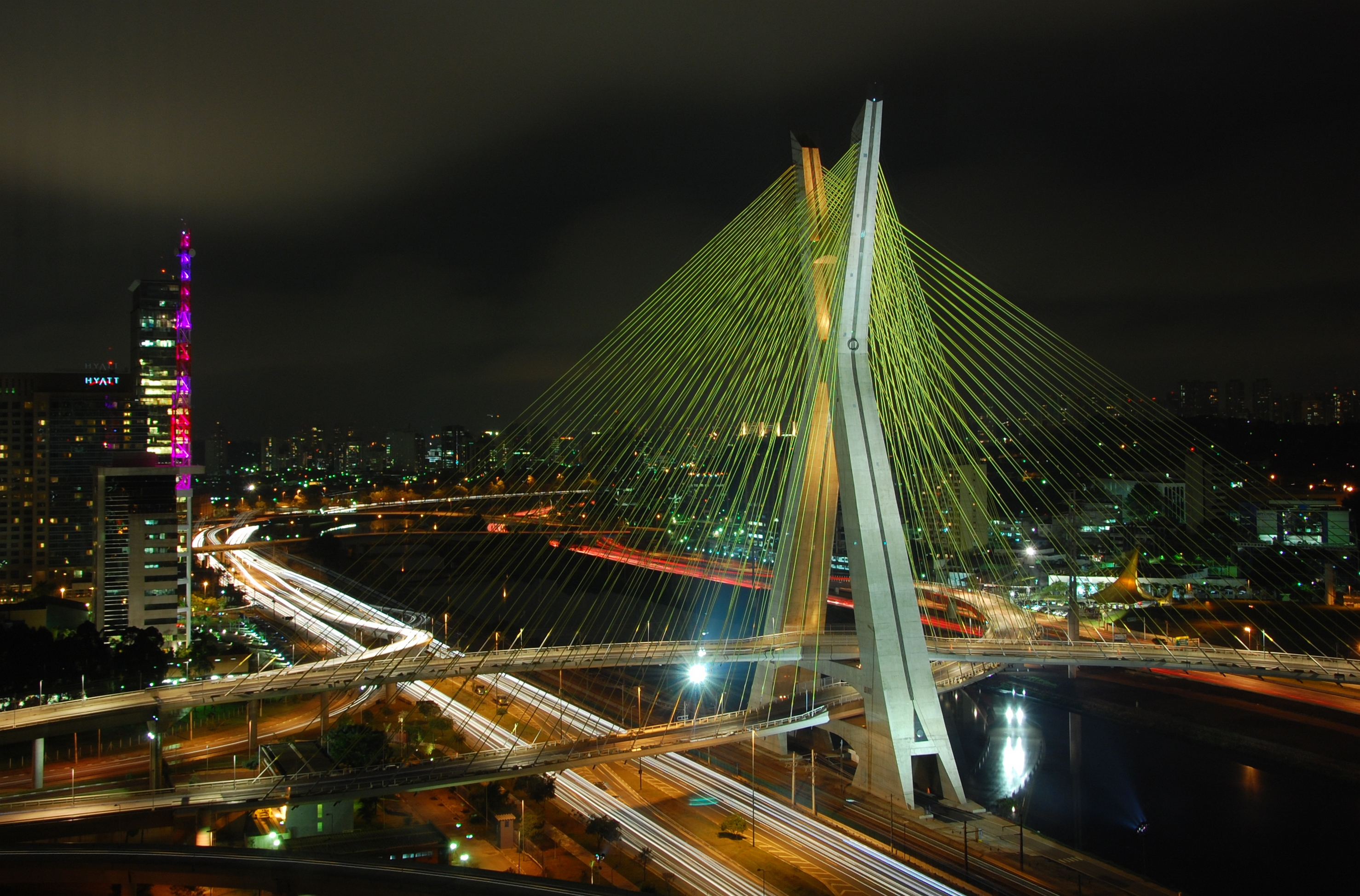
Na fotografia as sobreposições ajudam a compor a cena
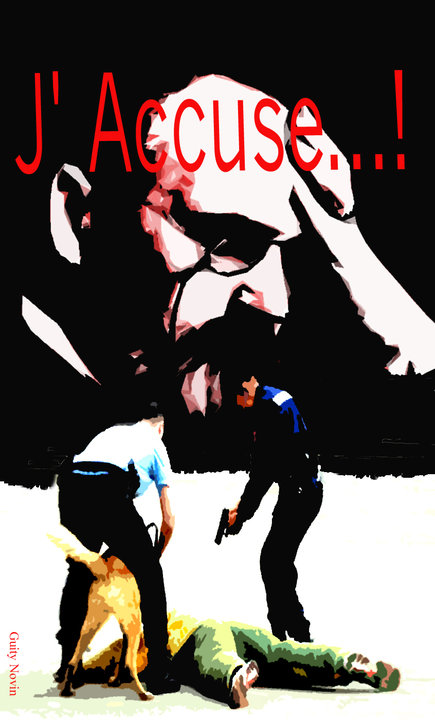
No design gráfico a tipografia muitas vezes é usada em primeiro plano
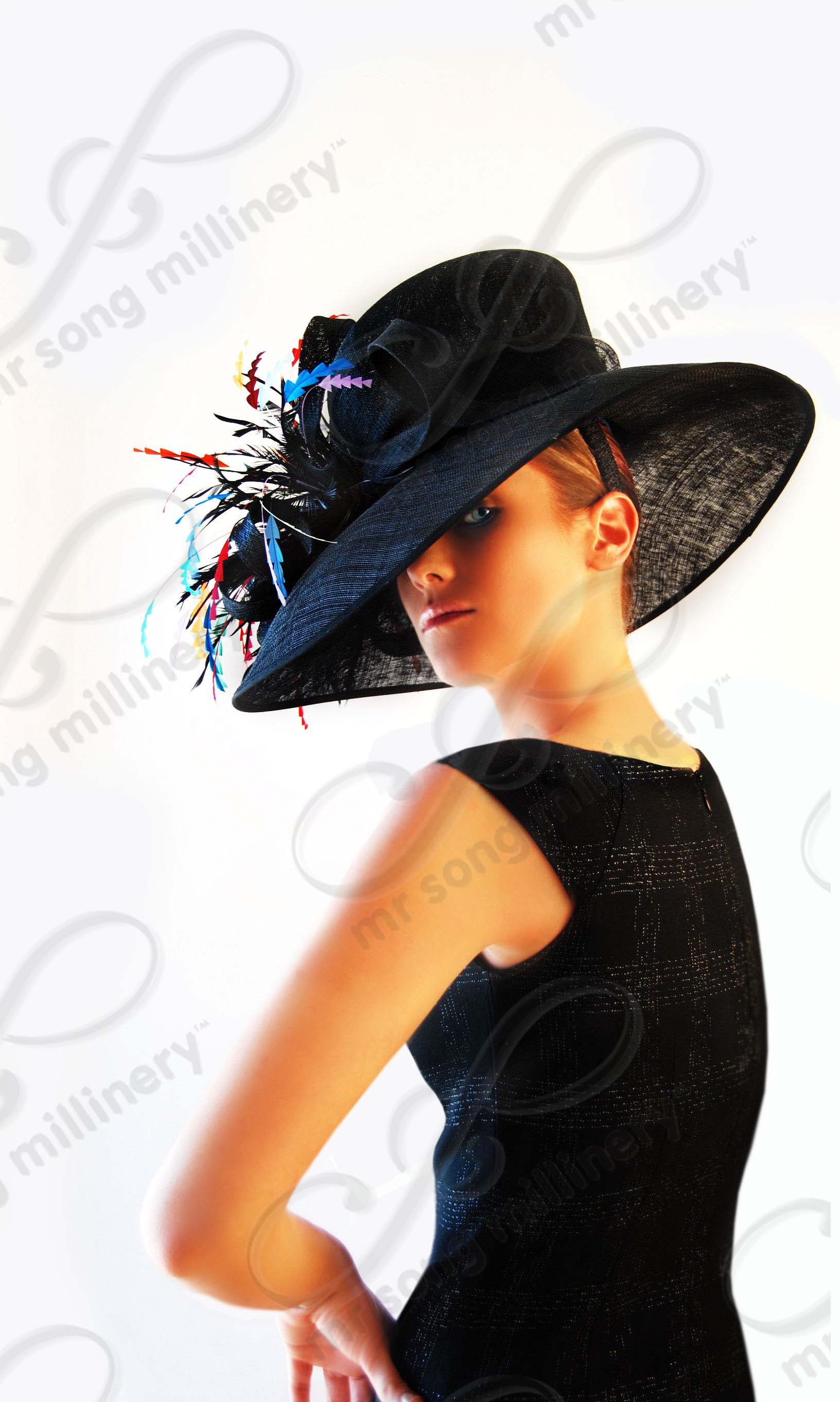
O chapéu usa a técnica da sobreposição para destacar a atitude da modelo